# NGC 30
NGC 30 je dvojna zvezda v ozvezdju Pegaza. Zvezdo je okril Albert Marth 30. oktobra 1864.